# 桃園市桃園區中山國民小學
桃園市桃園區中山國民小學是全桃園市學生人數最多的國小，校地面積20066.47平方公尺，面積小、學生多，是目前桃園市學生密度最高的學校，其前身為桃園國民學校中山分校，創立於1954年。在112學年度、中山國小總共開設一到六年級共107班、特教班(含巡迴班)9班，合計116班。另設有附幼2班、附幼巡迴班4班，合計6班。

## 沿革
- 1952年10月13日：設立桃園國民學校中山分校。[1]:248
- 1954年8月1日：改稱中山國民學校。
- 1967年7月1日：設立中山國民學校龍山分班，寄班於內壢國民學校內。[1]:248
- 1968年8月1日：改稱中山國民小學。
- 1969年9月1日：龍山分班升格為中山國民小學龍山分校（今桃園市桃園區龍山國民小學）。[1]:248
- 1979年2月1日：開辦附設幼稚園。
- 1981年7月1日：設立中山國民小學文山分校（今桃園市桃園區文山國民小學）。[1]:259

## 學區
桃園區:中山里 、中泰里、中聖里、中平里、中原里、中信里（6、17、19-27鄰）、中德里（15-21、27、33鄰）。
八德區：※自由學區（龍山）：茄明里

## 歷任校長
| 任期 | 姓名        | 上任日期  | 卸任日期  |
| ---- | ----------- | --------- | --------- |
| 1    | 廖秀年 女士 | 43.08.01  | 57.11.30  |
| 2    | 柯明煌 先生 | 57.11.30  | 67.09.16  |
| 3    | 劉邦彬 先生 | 67.09.16  | 79.11.09  |
| 代理 | 徐傑球 先生 | 79.11.09  | 80.02.26  |
| 4    | 溫仁東 先生 | 80.02.26  | 83.08.01  |
| 5    | 黃清良 先生 | 83.08.01  | 89.07.31  |
| 6    | 蘇傳登 先生 | 89.08.01  | 93.07.31  |
| 7    | 江榮華 先生 | 93.08.01  | 99.07.31  |
| 8    | 許清勇 先生 | 99.08.01  | 103.07.31 |
| 9    | 謝明娜 女士 | 103.08.01 | 104.07.31 |
| 10   | 鄭友泰 先生 | 104.08.01 | 112.07.31 |
| 11   | 蔡淑華 女士 | 112.08.01 | 現任      |